# Ivan Švajgl
Ivan Švajgl, slovenski pevec, * 1939, Cirkulane

## Življenje
Šolo je sprva obiskoval v Cirkulanah, potem pa je šolanje nadaljeval na Elektrogospodarski šoli v Mariboru, kjer je iz ljubezni do fizike eksperimentiral in naredil svoj prvi detektorski sprejemnik.
Radio ga je takrat fasciniral. Nepozabni za njega so bili Četrtkovi večeri na Radiu Ljubljana, ki jih je rad poslušal pri stricu, saj doma takrat še niso imeli radia. Avsenikova glasba ga je tako očarala, da je začel prepevati, in tako se je pojavil njegov prvi hobi.
Zaposlil se je pri Siemensu v Nemčiji, kot elektrotehnik v strojegradnji. Zadnjih deset let pred upokojitvijo pa je delal v državni službi za nadzor radijskega spektra. Zaradi bolezni pa se je moral invalidsko upokojiti.

## Pevska kariera
Švajgl se je poleg ostalih stvari ukvarjal tudi s petjem, saj ga je že ob prvem slišanju Avsenikove glasbe navduševalo, in tako se je začel ukvarjati s petjem.
Sprva je pel pri ansamblu Franca Žibrata od 1960 pa do 1970, vmes pa še z Ormoškimi fanti pri ansamblu Toneta Kmetca med 1966 do 1968.
Od 1970 pa do 1976 je delal v Nemčiji. Ko se je januarja 1976 vrnil, ga je Kmetec ponovno povabil v svoj ansambel, da bi pel v duetu z Marijo Kmetec, s katero je pel vse do 1981.
Leta 2000 je pel z Kmetcem na eni od televizjskih oddaj, potem pa ga je Tine Lesjak povabil v svojo oddajo Pod Roglo se poje in igra.